# Покутье (футбольный клуб)
Футбольный клуб «Покутье» (укр. Футбольний клуб "Покуття") — украинский футбольный клуб из города Коломыя (Ивано-Франковская область). Выступал в Чемпионате Ивано-Франковской области. В сезонах 1996/97 и 1997/98 команда выступала во второй лиге чемпионата Украины.

## Прежние названия
- 1982—1985: «Строитель»
- 1986—1989: «Электрооснастка»
- с 1989: «Покутье»

## История
Команда основана в 1982 году на базе футбольной команды села Корнич при Коломыйском строительно-монтажном управлении № 82. Команда получила название «Строитель», а её организатором, одновременно игроком и тренером был Михаил Васильевич Угорский. Под его руководством команда прошла путь от участника чемпионата Коломыйского района до чемпиона и обладателя кубка области, третього призёра чемпионата Украины среди команд коллективов физкультуры в первой зоне в 1994 и 1995 гг.
В 1996 году команда занимает первое место в своей зоне чемпионата Украины среди КФК и в сезоне 1996/97 стартует уже в чемпионате Украины во второй лиге. В следующем сезоне команда занимает 18 место во второй лиге и покидает её. Возвращается на любительскую арену и вплоть до 2006 года выступает в чемпионате области. С 2006 по 2007 гг. команда не принимала участие в соревнованиях из-за финансовых проблем. В марте 2007 года клуб под названием ФК «Коломыя» вновь стартовал в первой лиге чемпионата области, но через год вновь снялся с соревнований в связи с недостатком финансирования.
С 2011 года Коломыю в областном чемпионате представляют «Карпаты».

## Достижения
- Чемпион Ивано-Франковской области — 1991
- Обладатель кубка Ивано-Франковской области — 1993, 1995